# IPhone SE (第2世代)
iPhone SE（第2世代）（アイフォーン エスイー）は、Appleが開発・販売していたスマートフォンで、iPhone 11、iPhone 11 Pro、iPhone 11 Pro Maxと同じiPhoneの第13世代目のモデルである。
iPhone SE（第1世代）及びiPhone 8両方の後継機とした位置付けになっている。

## 概要
2020年4月16日木曜日にAppleのWebサイト上で発表。価格を抑えたスマートフォンとして2016年に発売された、iPhone SEの第2世代モデルとなる。予約注文は4月17日から開始され、Apple Storeからは2020年4月24日、ドコモ、au、ソフトバンクの3キャリアからは2020年5月11日から発売される（#COVID-19による影響も参照）。
画面サイズは4.7インチ。
iPhone 8の筐体にiPhone 11、iPhone 11 Pro、iPhone 11 Pro Maxと同じSoCであるA13 Bionicチップを組み込み、高音質な音声通話規格EVS-SWB (VoLTE) 、4G LTE-Advancedに対応したモデル。2016年3月31日に発売されたiPhone SE（第1世代）と同様、旧モデルの筐体をベースに最新のSoCを組み合わせている。
iPhone 11、iPhone 11 Pro、iPhone 11 Pro Maxとの違いは、カメラがシングルレンズ（広角）、RAMが3GB、フロントカメラが7MP、ディスプレイはRetina HDディスプレイ 、ホームボタンがあり、Face ID非搭載でTouch ID認証であることなどである。

### 歴史
2020年3月、iPhone 8のサイズのボディに通常モデルのカメラレンズ1個を搭載したiPhoneを示すケースが、ベスト・バイに出荷されていると報じられていた。このスマートフォン用のベルキンの画面保護商品もAppleで販売されており、通常サイズのiPhone 8とiPhone 7に対応していた。このことから「iPhone SE」または「iPhone 9」との名で近いうちに発売されると予想された。
日本時間の2020年4月16日にAppleのWebサイト上で発表された。
2020年8月21日、Y!mobileとUQ mobileからも発売されることが報じられた。
2022年3月9日、後継機となるiPhone SE (第3世代)が発表。これに伴いApple Storeでの販売を終了した。

## 仕様

### ハードウェア
64GB、128GB、256GBの3つの内部ストレージ容量の構成がある。
重量は148g、寸法は138.4×67.3×7.3mm（縦×横×厚さ）であり、iPhone 8と同等である。しかし、フロントガラスの表面カーブにおいては微妙に違いがあり、エッジ部分が浮き上がって、iPhone 8用の画面保護のガラスフィルムを貼ることができない。
ディスプレイは、iPhone 11同様にHaptic Touchに対応したiPhone 8、Retina HDディスプレイを採用している。
なお、Apple及び正規プロパイダー以外で修理した場合、警告が表示される。

### SoC
SoCはiPhone 11、iPhone 11 Pro、iPhone 11 Pro Maxと同じA13 チップを搭載。
しかし、iPhone 11より処理能力は少し劣るものとなっていて、メモリもiPhone 11シリーズの4GBより1GB減量されて3GBとなっている。その影響もありAnTuTu Benchmark(Ver10)で計測すると、iPhone 11よりも低い値が算出される。平均値は75万点〜90万点ほどである。

### 電源
iPhone 8同様にQiに対応する他、USB-PDで最大18Wでの急速充電に対応し30分で50%充電できる。

### 通信

#### 4G
ソフトバンクでは受信最大500Mbps/送信最大46Mbpsである。
FDD‑LTE（バンド1、2、3、4、5、7、8、11、12、13、17、18、19、20、21、25、26、28、29、30、32、66）
TD‑LTE（バンド34、38、39、40、41、42、46、48）

#### 3G
CDMA EV‑DO Rev. A（800、1,900MHz
UMTS/HSPA+/DC‑HSDPA（850、900、1,700/2,100、1,900、2,100MHz）

#### 2G
GSM/EDGE（850、900、1,800、1,900MHz）
iPhone 11同様に、リーダーモード対応NFCとFeliCa、及び予備電力機能付きエクスプレスカードに対応している。SIMスロットはiPhone SE（第1世代）と同じくnano-SIMである。Wi-Fi6（IEEE802.11ax）と、eSIMを使用したデュアルSIMデュアルスタンバイ（DSDS）も搭載している。

### その他
IEC規格60529の防塵・耐水性ではIP67の評価を受けており、水深1メートルで最大30分間利用できる。
iPhone SE（第1世代）にあったイヤホンジャックは、省略されている。
一部のパーツはiPhone 8と共通である。

### カメラ性能[7]
iPhone 11やiPhone 11 Proのワイドカメラと同等の12MPのリアカメラを搭載しており、4K・60fpsまでのビデオ撮影も可能である。また最大63MPのパノラマ撮影、バーストモードでの撮影にも対応している。
前面カメラは、ƒ/2.2 絞りとオートフォーカスを備えた7MPのカメラである。
しかし、前面カメラ、背面カメラともiPhone 11や11 Proなどとは異なり、60 fpsでのHDR撮影とナイトモードに対応していない。また、ポートレートは人物にのみ適用できる。
詳細スペックは以下を参照。

#### iSightカメラ
- 12MP広角カメラ
- ƒ/1.8絞り値
- 最大5倍のデジタルズーム
- 進化したボケ効果と深度コントロールが使える ポートレートモード
- 6つのエフェクトを備えたポートレートライティング（自然光、スタジオ照明、輪郭強調照明、ステージ照明、ステージ照明〈モノ〉、ハイキー照明〈モノ〉）
- 光学式手ぶれ補正
- 6枚構成のレンズ
- LED True Toneフラッシュとスローシンクロ
- パノラマ（最大63MP）
- サファイアクリスタル製レンズカバー
- Focus Pixelsを使ったオートフォーカス
- 写真とLive Photosの広色域キャプチャ
- 次世代のスマートHDR（写真）
- 高度な赤目修正
- 自動手ぶれ補正
- バーストモード
- 写真へのジオタグ添付
- 画像撮影フォーマット：HEIF、JPEG

#### 動画撮影（iSightカメラ）
- 4Kビデオ撮影（24fps、30fpsまたは60fps）
- 1080p HDビデオ撮影（30fpsまたは60fps）
- 720p HDビデオ撮影（30fps）
- ビデオの拡張ダイナミックレンジ（最大30fps）
- ビデオの光学式手ぶれ補正
- 最大3倍のデジタルズーム
- LED True Toneフラッシュ
- QuickTakeビデオ
- 1080pスローモーションビデオ（120fpsまたは240fps）に対応
- 手ぶれ補正機能を使ったタイムラプスビデオ
- 映画レベルのビデオ手ぶれ補正（4K、1080p、720p）
- 連続オートフォーカスビデオ
- 4Kビデオの撮影中に8MPの静止画を撮影
- 再生ズーム
- ビデオ撮影フォーマット：HEVC、H.264
- ステレオ録音

#### FaceTimeカメラ
- 7MPカメラ
- ƒ/2.2絞り値
- 進化したボケ効果と深度コントロールが使える ポートレートモード
- 6つのエフェクトを備えたポートレートライティング（自然光、スタジオ照明、輪郭強調照明、ステージ照明、ステージ照明〈モノ〉、ハイキー照明〈モノ〉）
- 1080p HDビデオ撮影（30fps）
- Retina Flash
- QuickTakeビデオ
- 写真とLive Photosの広色域キャプチャ
- 写真の自動HDR
- 自動手ぶれ補正
- バーストモード
- 映画レベルのビデオ手ぶれ補正（1080pと720p）

### ソフトウェア
iPhone SE（第2世代）はiOS 13.5.1がプリインストールされ、Apple Payに対応している。

## デザイン
iPhone SE（第2世代）はアルミフレームを採用したデザインが特徴で、前面及び背面がガラスと、基本的なデザインはiPhone 8とほぼ同じだが、iPhone 11と同様にAppleのロゴが中央に移動している。また、「iPhone」の表記がなくなっている。
カラーはホワイト、ブラック、(PRODUCT)REDの3種で、ホワイトモデルでも前面がブラックになっている。
また側面のデザインからは、ステンレスベゼルがなくなり丸型のデザインに変更された。
前面の上下にはベゼルがあり、Touch IDと一体化したホームボタンが搭載されている。
| カラー       | 前面     |
| ------------ | -------- |
| ホワイト     | ブラック |
| ブラック     | ブラック |
| (PRODUCT)RED | ブラック |

iPhone 8、7用のケースと一部互換性がある。

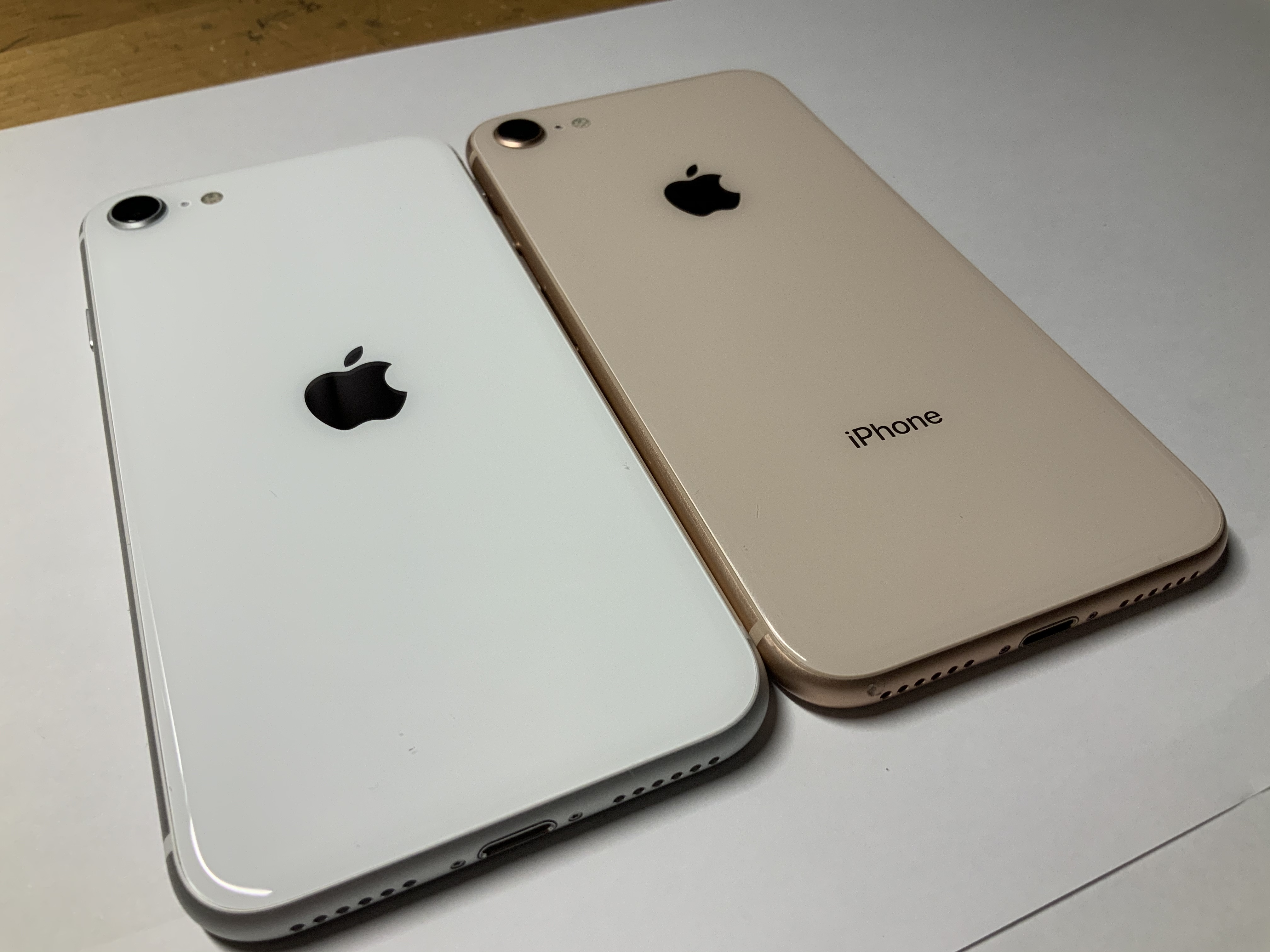
iPhone SE（第2世代・左）は基本的にiPhone 8（右）のデザインを引き継いでいる。

## 第1世代との比較
iPhone SE（第1世代）との違いは、防塵・耐水性を備え、画面サイズが4インチからiPhone 6、6s、7、8と同じ4.7インチとなったこと、SoCがA9チップからA13 Bionicチップになったこと、LAA対応LTE Advanced, Wi-Fi 6やeSIMに対応したことなどである。
Appleによると、A9チップに比べ最大2.4倍速いCPU、最大4倍速いGPU、またモバイルデータ通信接続が最大60%速くなり、Wi-Fi接続が最大38%速くなった。
新たに、Taptic Engineを搭載し、Haptic TouchやNeural Engine、FeliCaなどを搭載しているため、感触フィードバックがあり、店舗でApple Payの決済が可能である。
そしてQiに対応したワイヤレス充電と、USB-C - Lightningケーブルでの18Ｗでの急速充電も可能になった。

## 同梱物
以下、発売当初は同梱されていたが、2020年10月以降は付属しないものである。
- EarPods with Lightning Connector
- Lightning - USBケーブル
- 5W USB電源アダプタ

2020年10月以降の付属品は
- USB-C - Lightningケーブル

のみが同梱している。
なお、iPhone 11 Pro/Pro Maxに付属している18Wの電源アダプタは付属していない為、充電には同時期に発表、発売されたiPhone 12シリーズ同様、USBもしくはUSB Type-Cに対応した充電器を別途購入する必要がある。
また、iPhone 7/8に付属しているLightning - 3.5 mmヘッドフォンジャックアダプタも付属していない。

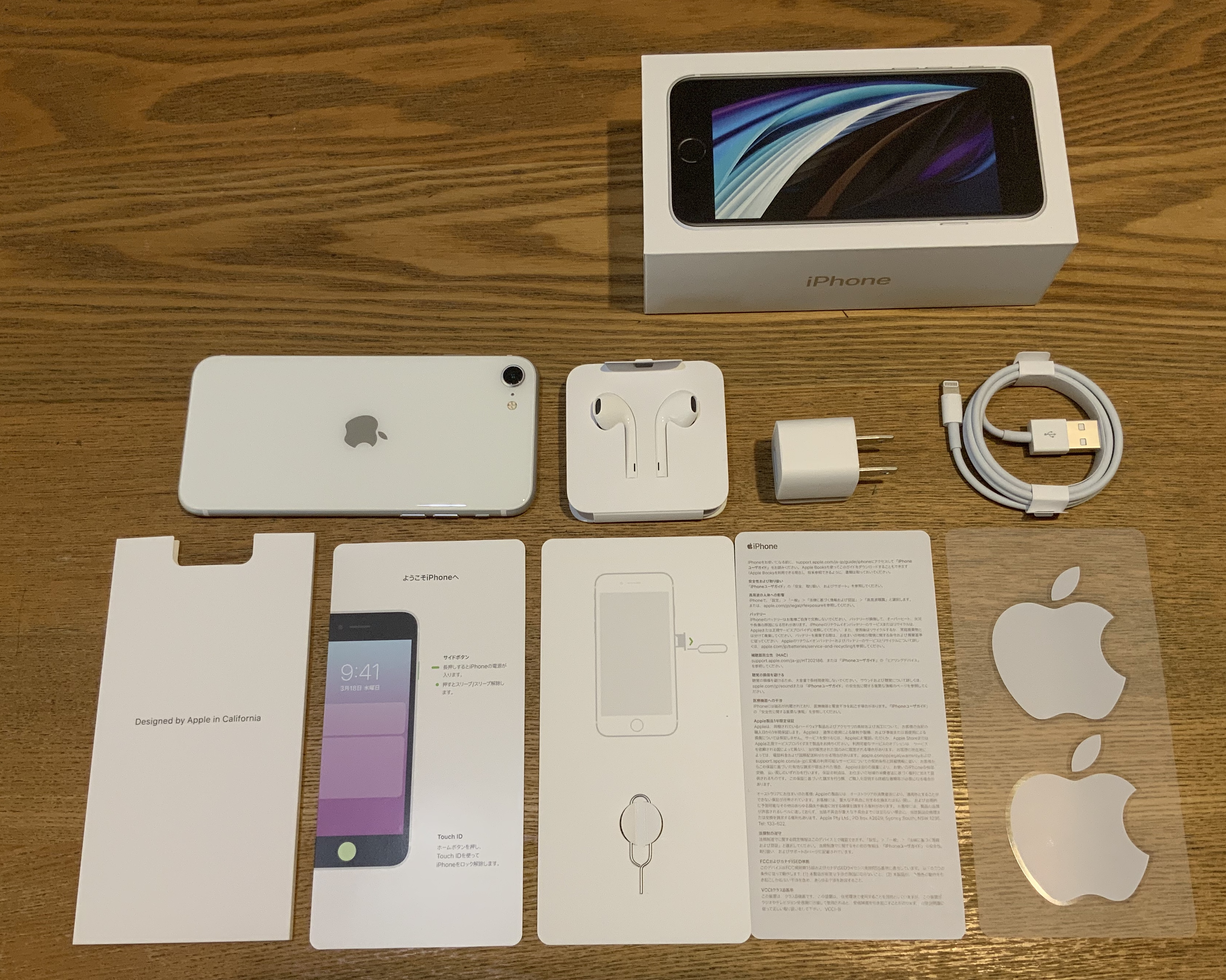
iPhone SE（第2世代）の同梱物

2020年10月のiPhone 12シリーズ発表と同時にiPhone SEシリーズ同梱物が見直され、iPhone本体とUSB-C - Lightningケーブルのみと簡素化された。

## COVID-19による影響
COVID-19の感染拡大防止のため、Softbank、NTTドコモ、KDDI (au) の3社は発売延期を発表した。
発売当初は日本国内のApple Storeも無期限で全店舗休業しており、実店舗での購入は家電量販店のみ可能であった。
またAppleは、2020年9月までに購入されたiPhone SE (PRODUCT) REDの収益の一部をCOVID-19対策基金に寄付すると発表した。